# Monreal (Allemagne)
Pour les articles homonymes, voir Monreal (homonymie).
Monreal est une municipalité du Verbandsgemeinde Vordereifel, dans l'arrondissement de Mayen-Coblence, en Rhénanie-Palatinat, dans l'ouest de l'Allemagne.

## Personnalités liées à la commune
- Markus Meurer (1959-), artiste d’art brut